# Laura Arraya
Laura Arraya (née le 12 janvier 1964 à Córdoba, Argentine) est une joueuse de tennis péruvienne, professionnelle dans les années 1980 et 1990. Elle est aussi connue sous son nom de femme mariée, Laura Gildemeister.
En Grand Chelem, sa meilleure performance est un quart de finale à Wimbledon en 1991 où elle est battue par Gabriela Sabatini.
Laura Arraya a gagné cinq titres sur le circuit WTA, dont quatre en simple.
Elle est la sœur cadette de Pablo Arraya, lui aussi joueur de tennis professionnel.

## Palmarès

### Titres en simple dames
| No | Date       | Nom et lieu du tournoi     | Catégorie  | Dotation  | Surface      | Finaliste       | Score         |          |
| -- | ---------- | -------------------------- | ---------- | --------- | ------------ | --------------- | ------------- | -------- |
| 1  | 18-10-1982 | Japan Open, Tokyo          | Series 2   | 50 000 $  | Dur (ext.)   | Pilar Vásquez   | 3-6, 6-4, 6-0 | Parcours |
| 2  | 02-04-1984 | USTA of Miami, Miami       | VS Tour C1 | 50 000 $  | Terre (ext.) | Petra Huber     | 6-3, 6-2      | Parcours |
| 3  | 24-07-1989 | OTB Open, Schenectady      | Tier V     | 75 000 $  | Dur (ext.)   | Marianne Werdel | 6-4, 6-3      | Parcours |
| 4  | 23-10-1989 | Puerto Rico Open, San Juan | Tier IV    | 100 000 $ | Dur (ext.)   | Gigi Fernández  | 6-1, 6-2      | Parcours |

### Finales en simple dames
| No | Date       | Nom et lieu du tournoi                     | Catégorie  | Dotation  | Surface         | Vainqueure          | Score         |          |
| -- | ---------- | ------------------------------------------ | ---------- | --------- | --------------- | ------------------- | ------------- | -------- |
| 1  | 11-07-1983 | Freiburg, Fribourg-en-Brisgau              |            | 50 000 $  | Terre (ext.)    | Catherine Tanvier   | 6-4, 7-5      | Parcours |
| 2  | 10-10-1983 | Borden Classic, Tokyo                      |            | 75 000 $  | Dur (ext.)      | Lisa Bonder         | 6-1, 6-3      | Parcours |
| 3  | 23-04-1984 | United Airlines Tournament, Orlando        | VS Tour C4 | 200 000 $ | Terre (ext.)    | Martina Navrátilová | 6-0, 6-1      | Parcours |
| 4  | 18-03-1985 | Brazil, São Paulo                          |            | 50 000 $  | Terre (ext.)    | Mercedes Paz        | 5-7, 6-1, 6-4 | Parcours |
| 5  | 06-08-1990 | Virginia Slims of Albuquerque, Albuquerque | Tier IV    | 150 000 $ | Dur (ext.)      | Jana Novotná        | 6-4, 6-4      | Parcours |
| 6  | 03-02-1992 | Mizuno World Ladies, Osaka                 | Tier III   | 150 000 $ | Moquette (int.) | Helena Suková       | 6-2, 4-6, 6-1 | Parcours |

### Titre en double dames
| No | Date       | Nom et lieu du tournoi | Catégorie | Dotation | Surface      | Partenaire          | Finalistes                  | Score    |          |
| -- | ---------- | ---------------------- | --------- | -------- | ------------ | ------------------- | --------------------------- | -------- | -------- |
| 1  | 30-03-1987 | Wild Dunes Charleston  |           | 75 000 $ | Terre (ext.) | Tine Scheuer-Larsen | Mercedes Paz Candy Reynolds | 6-4, 6-4 | Parcours |

### Finales en double dames
| No | Date       | Nom et lieu du tournoi                     | Catégorie | Dotation  | Surface      | Vainqueures                       | Partenaire        | Score         |          |
| -- | ---------- | ------------------------------------------ | --------- | --------- | ------------ | --------------------------------- | ----------------- | ------------- | -------- |
| 1  | 25-03-1985 | WTA of PGA Palm Beach Gardens              |           | 50 000 $  | Terre (ext.) | Joanne Russell Anne Smith         | Gabriela Sabatini | 1-6, 6-1, 7-6 | Parcours |
| 2  | 14-10-1985 | Japan Open Tokyo                           |           | 50 000 $  | Dur (ext.)   | Belinda Cordwell Julie Richardson | Beth Herr         | 6-4, 6-4      | Parcours |
| 3  | 04-11-1985 | Florida Federal Open Tampa                 |           | 150 000 $ | Dur (ext.)   | Carling Bassett Gabriela Sabatini | Lisa Bonder       | 6-0, 6-0      | Parcours |
| 4  | 21-04-1986 | Wild Dunes Charleston                      |           | 75 000 $  | Terre (ext.) | Sandra Cecchini Sabrina Goleš     | Marcela Skuherská | 4-6, 6-0, 6-3 | Parcours |
| 5  | 08-12-1986 | Brazilian Open São Paulo                   |           | 50 000 $  | Terre (ext.) | Neige Dias Pat Medrado            | Petra Huber       | 4-6, 6-4, 7-6 | Parcours |
| 6  | 18-05-1987 | European Open Genève                       |           | 100 000 $ | Terre (ext.) | Betsy Nagelsen Elizabeth Smylie   | Catherine Tanvier | 4-6, 6-4, 6-3 | Parcours |
| 7  | 14-08-1989 | United Jersey Bank Classic Mahwah          | Tier IV   | 200 000 $ | Dur (ext.)   | Steffi Graf Pam Shriver           | Louise Allen      | 6-2, 6-4      | Parcours |
| 8  | 16-04-1990 | Eckerd Tennis Open Tampa                   | Tier III  | 225 000 $ | Terre (ext.) | Mercedes Paz Arantxa Sánchez      | Sandra Cecchini   | 6-2, 6-0      | Parcours |
| 9  | 16-09-1991 | Nichirei International Championships Tokyo | Tier II   | 350 000 $ | Dur (ext.)   | Mary Joe Fernández Pam Shriver    | Carrie Cunningham | 6-3, 6-3      | Parcours |

## Parcours en Grand Chelem

### En simple dames
| Année | Open d'Australie (janvier) | Open d'Australie (janvier) | Internationaux de France | Internationaux de France | Wimbledon       | Wimbledon         | US Open         | US Open         | Open d'Australie (décembre) | Open d'Australie (décembre) |
| 1981  | n/a                        | n/a                        | -                        | -                        | -               | -                 | 1er tour (1/64) | Mima Jaušovec   | -                           | -                           |
| 1982  | n/a                        | n/a                        | 1er tour (1/64)          | Lele Forood              | -               | -                 | 2e tour (1/32)  | Alycia Moulton  | -                           | -                           |
| 1983  | n/a                        | n/a                        | 1er tour (1/64)          | Andrea Jaeger            | -               | -                 | 2e tour (1/32)  | Sylvia Hanika   | -                           | -                           |
| 1984  | n/a                        | n/a                        | 4e tour (1/8)            | Carling Bassett          | 1er tour (1/64) | Julie Salmon      | 1er tour (1/64) | Kim Jones       | -                           | -                           |
| 1985  | n/a                        | n/a                        | 2e tour (1/32)           | Angelikí Kanellopoúlou   | -               | -                 | 1er tour (1/64) | Andrea Jaeger   | -                           | -                           |
| 1986  | n/a                        | n/a                        | 4e tour (1/8)            | Hana Mandlíková          | 1er tour (1/64) | Marcella Mesker   | 2e tour (1/32)  | Manuela Maleeva | n/a                         | n/a                         |
| 1987  | -                          | -                          | 1er tour (1/64)          | Sara Gomer               | 3e tour (1/16)  | Steffi Graf       | 2e tour (1/32)  | Laura Golarsa   | n/a                         | n/a                         |
| 1989  | -                          | -                          | 2e tour (1/32)           | Sophie Amiach            | 3e tour (1/16)  | Jo-Anne Faull     | 2e tour (1/32)  | Sylvia Hanika   | n/a                         | n/a                         |
| 1990  | -                          | -                          | 4e tour (1/8)            | Monica Seles             | 3e tour (1/16)  | Judith Wiesner    | 3e tour (1/16)  | Jana Novotná    | n/a                         | n/a                         |
| 1991  | 2e tour (1/32)             | Elizabeth Smylie           | 2e tour (1/32)           | Linda Wild               | 1/4 de finale   | Gabriela Sabatini | 2e tour (1/32)  | Leila Meskhi    | n/a                         | n/a                         |
| 1992  | 2e tour (1/32)             | Andrea Strnadová           | 1er tour (1/64)          | Conchita Martínez        | 3e tour (1/16)  | Monica Seles      | 2e tour (1/32)  | Claudia Porwik  | n/a                         | n/a                         |
| 1993  | 2e tour (1/32)             | Arantxa Sánchez            | 3e tour (1/16)           | Steffi Graf              | 1er tour (1/64) | Rosalyn Fairbank  | 1er tour (1/64) | Jenny Byrne     | n/a                         | n/a                         |

À droite du résultat, l’ultime adversaire.

### En double dames
| Année | Open d'Australie (janvier)    | Open d'Australie (janvier) | Internationaux de France      | Internationaux de France   | Wimbledon                    | Wimbledon                | US Open                       | US Open                     | Open d'Australie (décembre) | Open d'Australie (décembre) |
| 1982  | n/a                           | n/a                        | 2e tour (1/16) Strachonova    | Navrátilová Anne Smith     | -                            | -                        | 1er tour (1/32) Strachonova   | J. Russell V. Ruzici        | -                           | -                           |
| 1983  | n/a                           | n/a                        | 1er tour (1/32) Emilse Raponi | S. Mascarin A. Moulton     | -                            | -                        | 2e tour (1/16) Emilse Raponi  | Elise Burgin J. Russell     | -                           | -                           |
| 1984  | n/a                           | n/a                        | 1er tour (1/32) Emilse Raponi | Kohde-Kilsch H. Mandlíková | -                            | -                        | 1er tour (1/32) Bettina Bunge | Iva Budařová M. Skuherská   | -                           | -                           |
| 1985  | n/a                           | n/a                        | 3e tour (1/8) S. Cecchini     | Bettina Bunge Eva Pfaff    | -                            | -                        | 3e tour (1/8) Amy Holton      | Zina Garrison Kathy Rinaldi | -                           | -                           |
| 1986  | n/a                           | n/a                        | 2e tour (1/16) Lisa Bonder    | Anne Smith Sharon Walsh    | 1er tour (1/32) Peanut Louie | J. Mundel Van Nostrand   | 2e tour (1/16) Lisa Bonder    | H. Mandlíková W. Turnbull   | n/a                         | n/a                         |
| 1987  | -                             | -                          | 1er tour (1/32) C. Porwik     | Navrátilová Pam Shriver    | 2e tour (1/16) Penny Barg    | Lori McNeil Robin White  | 3e tour (1/8) Bettina Bunge   | Anne Hobbs B. Nagelsen      | n/a                         | n/a                         |
| 1989  | -                             | -                          | 1er tour (1/32) S. Cecchini   | A. Sánchez J. Wiesner      | -                            | -                        | 2e tour (1/16) Peanut Louie   | M. Lindström H. Ludloff     | n/a                         | n/a                         |
| 1990  | -                             | -                          | 2e tour (1/16) Tine Scheuer   | Jana Novotná Helena Suková | 1er tour (1/32) S. Cecchini  | Henricksson Van Rensburg | 3e tour (1/8) Katrina Adams   | G. Fernández Navrátilová    | n/a                         | n/a                         |
| 1991  | 1er tour (1/32) C. Lindqvist  | Monica Seles Anne Smith    | 1er tour (1/32) Tine Scheuer  | A. Blumberga C. Schneider  | 2e tour (1/16) Tine Scheuer  | N. Tauziat J. Wiesner    | 1er tour (1/32) C. Cunningham | Leila Meskhi Mercedes Paz   | n/a                         | n/a                         |
| 1992  | 1er tour (1/32) C. Cunningham | R. Fairbank Lise Gregory   | 1er tour (1/32) S. Cecchini   | C. Martínez A. Sánchez     | 2e tour (1/16) F. Labat      | K. Maleeva B. Rittner    | 3e tour (1/8) K. Habšudová    | G. Fernández N. Zvereva     | n/a                         | n/a                         |
| 1993  | 1er tour (1/32) K. Habšudová  | R. McQuillan C. Porwik     | 1er tour (1/32) Elise Burgin  | K. Habšudová R. Zrubáková  | 3e tour (1/8) A. Temesvári   | L. Neiland Jana Novotná  | 1er tour (1/32) H. Ludloff    | Hetherington Kathy Rinaldi  | n/a                         | n/a                         |

Sous le résultat, la partenaire ; à droite, l’ultime équipe adverse.

### En double mixte
| Année | Open d'Australie (janvier),  | Open d'Australie (janvier), | Internationaux de France     | Internationaux de France   | Wimbledon                   | Wimbledon                 | US Open                      | US Open                  | Open d'Australie (décembre), | Open d'Australie (décembre), |
| 1982  | n/a                          | n/a                         | 1er tour (1/16) Pablo Arraya | C. Reynolds Tracy Delatte  | -                           | -                         | -                            | -                        | n/a                          | n/a                          |
| 1983  | n/a                          | n/a                         | 3e tour (1/8) Pablo Arraya   | Zina Garrison Jaime Fillol | -                           | -                         | -                            | -                        | n/a                          | n/a                          |
| 1984  | n/a                          | n/a                         | 1/4 de finale Pablo Arraya   | Anne Minter Laurie Warder  | -                           | -                         | -                            | -                        | n/a                          | n/a                          |
| 1985  | n/a                          | n/a                         | -                            | -                          | -                           | -                         | 1er tour (1/16) Gildemeister | Zina Garrison M. Freeman | n/a                          | n/a                          |
| 1986  | n/a                          | n/a                         | 3e tour (1/8) Pablo Arraya   | Beth Herr Jorge Lozano     | -                           | -                         | -                            | -                        | n/a                          | n/a                          |
| 1987  | -                            | -                           | 1/4 de finale Pavel Složil   | Pam Shriver E. Sánchez     | 2e tour (1/16) Pavel Složil | Tine Scheuer M. Mortensen | -                            | -                        | n/a                          | n/a                          |
| 1989  | -                            | -                           | 2e tour (1/16) Pablo Arraya  | Robin White Jim Grabb      | -                           | -                         | -                            | -                        | n/a                          | n/a                          |
| 1990  | -                            | -                           | 3e tour (1/8) Javier Frana   | Louise Field Simon Youl    | 1er tour (1/32) A. Gonzalez | Elise Burgin Kelly Jones  | -                            | -                        | n/a                          | n/a                          |
| 1992  | 1er tour (1/16) Javier Frana | Pam Shriver M. Kratzmann    | -                            | -                          | -                           | -                         | -                            | -                        | n/a                          | n/a                          |

Sous le résultat, le partenaire ; à droite, l’ultime équipe adverse.

## Parcours aux Jeux olympiques

### En simple dames
| # | Date       | Nom de l'olympiade        | Surface    | Résultat        | Ultime adversaire | Score         |          |
| - | ---------- | ------------------------- | ---------- | --------------- | ----------------- | ------------- | -------- |
| 1 | 06/08/1984 | Olympic Games Los Angeles | Dur (ext.) | 1er tour (1/16) | Renata Sasak      | 1-6, 6-1, 6-1 | Parcours |

## Parcours en Coupe de la Fédération
| #                                                                  | Date       | Lieu        | Surface      | Gagnante(s)                      | Perdante(s)                            | Score         |          |
|                                                                    |            |             |              |                                  |                                        |               |          |
| 1982 - 1er tour (groupe mondial) - Pérou - Argentine - 2 : 1       |            |             |              |                                  |                                        |               |          |
| 1                                                                  | 19/07/1982 | Santa Clara | Dur (ext.)   | Laura Arraya                     | Ivanna Madruga-Osses                   | 6-4, 6-4      | Parcours |
| 1                                                                  | 19/07/1982 | Santa Clara | Dur (ext.)   | Laura Arraya Pilar Vásquez       | Ivanna Madruga-Osses Adriana Villagrán | 6-0, 6-4      | Parcours |
|                                                                    |            |             |              |                                  |                                        |               |          |
| 1982 - 2e tour (groupe mondial) - URSS - Pérou - 2 : 1             |            |             |              |                                  |                                        |               |          |
| 2                                                                  | 19/07/1982 | Santa Clara | Dur (ext.)   | Laura Arraya                     | Elena Eliseenko                        | 6-3, 6-4      | Parcours |
| 2                                                                  | 19/07/1982 | Santa Clara | Dur (ext.)   | Ludmila Makarova Julia Salnikova | Laura Arraya Pilar Vásquez             | 2-6, 6-4, 6-3 | Parcours |
|                                                                    |            |             |              |                                  |                                        |               |          |
| 1983 - 1er tour (groupe mondial) - Tchécoslovaquie - Pérou - 3 : 0 |            |             |              |                                  |                                        |               |          |
| 3                                                                  | 18/07/1983 | Zurich      | Terre (ext.) | Hana Mandlíková                  | Laura Arraya                           | 7-6, 6-4      | Parcours |
| 3                                                                  | 18/07/1983 | Zurich      | Terre (ext.) | Iva Budařová Marcela Skuherská   | Laura Arraya Pilar Vásquez             | 7-6, 6-3      | Parcours |
|                                                                    |            |             |              |                                  |                                        |               |          |
| 1985 - 1er tour (groupe mondial) - Argentine - Pérou - 3 : 0       |            |             |              |                                  |                                        |               |          |
| 4                                                                  | 08/10/1985 | Nagoya      | Dur (ext.)   | Gabriela Sabatini                | Laura Arraya                           | 6-3, 6-3      | Parcours |
| 4                                                                  | 08/10/1985 | Nagoya      | Dur (ext.)   | Mercedes Paz Gabriela Sabatini   | Laura Arraya Pilar Vásquez             | 6-0, 7-63     | Parcours |
|                                                                    |            |             |              |                                  |                                        |               |          |
| 1993 - 1er tour (groupe mondial) - Chine - Pérou - 2 : 1           |            |             |              |                                  |                                        |               |          |
| 5                                                                  | 20/07/1993 | Francfort   | Terre (ext.) | Laura Arraya                     | Li Fang                                | 4-6, 6-4, 6-4 | Parcours |
| 5                                                                  | 20/07/1993 | Francfort   | Terre (ext.) | Bi Ying Li Fang                  | Laura Arraya Pilar Vásquez             | 6-4, 6-0      | Parcours |
|                                                                    |            |             |              |                                  |                                        |               |          |
| 1993 - Barrage (groupe mondial I) - Suisse - Pérou - 2 : 1         |            |             |              |                                  |                                        |               |          |
| 6                                                                  | 22/07/1993 | Francfort   | Terre (ext.) | Emanuela Zardo                   | Laura Arraya                           | 6-3, 6-4      | Parcours |

## Classements WTA en fin de saison

### En simple
| Année | 1983 | 1984 | 1985 | 1986 | 1987 | 1989 | 1990 | 1991 | 1992 | 1993 |
| Rang  | 53   | 34   | 63   | 33   | 45   | 19   | 21   | 24   | 45   | 70   |

Source : (en) « Classements de Laura Arraya », sur le site officiel du WTA Tour

### En double
| Année | 1986 | 1987 | 1989 | 1990 | 1991 | 1992 | 1993 |
| Rang  | 43   | 33   | 45   | 62   | 74   | 109  | 80   |

Source : (en) « Classements de Laura Arraya », sur le site officiel du WTA Tour